# Louis Ducruet
Louis Ducruet, né le 26 novembre 1992 à Monaco, est un membre de la famille princière de Monaco. Il est un recruteur international de football.

## Biographie

### Enfance
Louis Ducruet est né le 26 novembre 1992 à l'hôpital Princesse-Grace-de-Monaco à Monaco. Il est le fils de la princesse Stéphanie de Monaco et de Daniel Ducruet, ancien garde du corps de la princesse Stéphanie, mariés en 1995. Par sa mère, il est le petit-fils de l'actrice américaine Grace Kelly et du prince Rainier III. Il est également le neveu de l'actuel prince souverain Albert II.
Louis Ducruet a :
- une sœur : Pauline Ducruet, née en 1994.
- un demi-frère : Michaël Ducruet, né en 1992.
- deux demi-sœurs : Camille Gottlieb, née en 1998, et Linoué Ducruet[3].

Il passe son enfance à Auron, une petite station de sports d'hiver des Alpes-Maritimes.

### Études et vie professionnelle
Titulaire d'un baccalauréat obtenu au lycée Albert-Ier de Monaco, il poursuit sa scolarité à Skema Business School, une école de commerce de Sophia Antipolis. En 2015, il obtient un bachelor's degree en gestion du sport à la Western Carolina University (en), à Cullowhee en Caroline du Nord.
En 2013, il participe à la course automobile 4L Trophy. Une course de 6000 kilomètres depuis Poitiers et Saint-Jean-de-Luz à travers la France, l'Espagne et le Maroc. Lui et son copilote, Ronan Imbrosciano, conduisent une voiture décorée aux couleurs et à l'emblème de Radio Monaco. L'argent récolté lors de l'événement permet de fournir des fournitures scolaires aux élèves marocains défavorisés.
Joueur de football, il prend part à un match caritatif en 2014. Recruteur international pour l'AS Monaco entre 2015 et 2019, il assiste le vice-président du club Vadim Vasilyev dans ses fonctions sur la partie sportive et du recrutement, puis Oleg Petrov jusqu'en août 2020.
Depuis mars 2016, Louis et son père, Daniel, sont co-gérants de la société Monadeco (une société de rénovation et de décoration), basée à Monaco.
En décembre 2017, Louis, carabinier de première classe d’honneur, reçoit la médaille commémorative du bicentenaire de la Compagnie des Carabiniers du Prince
En 2020, il signe un contrat de deux années avec le club anglais de Nottingham Forest en tant que responsable du recrutement international. Il s’installe dans la région des Midlands, au centre de l’Angleterre.

### Mariage et descendance
En 2018, il se fiance avec Marie Hoa Chevallier, une coordinatrice en organisation d'événements au sein d'un hôtel de luxe de la Société des bains de mer (SBM), d'origine vietnamienne née le 28 décembre 1992. Louis et Marie se sont rencontrés pour la première fois sur les bancs de l’école de commerce Skema. Le mariage civil est célébré le 26 juillet 2019 à Monaco et le mariage religieux le lendemain en la cathédrale Notre-Dame-Immaculée de Monaco.
Le couple a deux filles :
- Victoire Maguy Lam Huong Ducruet, née le 4 avril 2023 à Monaco ;
- Constance Ducruet, née le 2 décembre 2024 à Monaco[18].

## Succession au trône de Monaco
Louis Ducruet est 15e dans l'ordre de succession au trône monégasque  au 1er juin 2019,.
Après le mariage de leurs parents, le 1er juillet 1995, Louis et sa sœur Pauline ont un statut d'enfant légitimé selon le droit civil monégasque, ce qui leur donne un rang successoral, conformément à l'article 10 de la constitution de Monaco de 1962.
Lors de la montée sur le trône en 2005 de leur oncle maternel le prince souverain Albert II de Monaco, Louis et sa sœur conservent leurs droits dynastiques. Cette conservation d'un rang successoral, au décès du prince souverain Rainier III de Monaco, est due à une modification de l'art 10 de la Constitution de Monaco, réalisée en 2002. En effet, auparavant, seuls les enfants du souverain et leurs descendants étaient présents dans l'ordre de succession. Sans cette réforme, Louis et sa sœur auraient perdu leurs droits dynastiques à la mort de leur grand-père.[réf. nécessaire]